# Jūratė Agota Čapaitė
Jūratė Agota Čapaitė (* 9. Januar 1942; † 7. Februar 2015) war eine litauische Ballettmeisterin und Professorin.

## Leben
1972 absolvierte Jūratė Agota Čapaitė das Diplomstudium der Ballett-Regie und bekam Ballettmeister-Lehrerausbildung an dem Pädagogischen Institut in Vilnius. Seit 1971 arbeitet sie am Lehrstuhl für Choreographie an der Kunstfakultät der Universität Klaipėda. Von 1971 bis 2010 war sie künstlerische Leiterin des choreografischen Studenten-Ensembles „Vėtrungė“ (dt. „Wetterfahne“). Sie war Ballettmeisterin der Feste wie „Gaudeamus“ und des Weltlitauischen Song-Festivals. Sie ist Autor von sechs methodischen Büchern.